# تشنج المهبل
العقد أو تشنج مهبلي هي حالة تؤثر في قدرة المرأة على اتمام الجماع بسبب حدوث تقلصات لا إرادية للعضلة الدائرية المحيطة بفتحة المهبل مما يتسبب في انغلاق فتحة المهبل وعدم قدرتها علي الاتساع اللازم لإتمام الإيلاج 

## الأعراض
عندما تحاول الإيلاج في الفرج يحدث تشنج في العضلات التي تحيط بالمهبل في الأنثى يتسبب في إغلاق فتحة المهبل، ويجعل الدخول فيه متعذرًا أو مؤلما إلى حد كبير.

## أنواع التشنج المهبلي
1. التشنج المهبلي الأولي: هو التشنج الذي يحدث في امرأة لم تدخل من قبل (عذراء).[3]
2. التشنج المهبلي الثانوي: هو التشنج الذي يحدث في امرأة دخـلت من قبل (متزوجة).

## المسببات
- أسباب عضوية:

من الممكن أن تكون أسباب التشنج المهبلي الأولى أسبابًا عضوية كأي التهاب في أحشاء منطقة الحوض مثلا؛ مما يتسبب في تشنج العضلات في محاولة للتقليل من الألم،
- أسباب نفسية:

أن الأغلب في الحالات الأولية هو أن تكون الأسباب نفسية، حيث تكون لدى البنت العذراء مخاوف متعددة مرتبطة بالخوف من الألم الذي تتوهم هي أنه يصاحب عملية الإدخال، والأفكار المغلوطة المتعلقة بهذا الأمر
غير ذلك من الأسباب النفسية المحتملة للتشنج المهبلي الأولي فهو وجود خبرة مؤلمة تعرضت لها البنت في طفولتها كأن تكون قد تعرضت لحادثة ضرار جنسي Childhood Sexual Abuse، أو ربما تحدث حتى في بعض حالات التعرض للاغتصاب الصريح.
أما في ما يتعلق بالتشنج الثانوي (المرأة المتزوجة) والتي لم تكن هذه المشكلة لديها من قبل أن تحدث بعد ولادة أو بعد الدخول في مرحلة سن اليأس أو حتى بسبب خيانة زوجية